# Distretto di Chetilla
Il distretto di Chetilla è uno dei dodici distretti  della provincia di Cajamarca, in Perù. Si trova nella regione di Cajamarca e si estende su una superficie di 73,94 chilometri quadrati.

Istituito il 2 gennaio 1857, ha per capitale la città di Chetilla; al censimento 2005 contava 4.137 abitanti.